# Pascal Légitimus

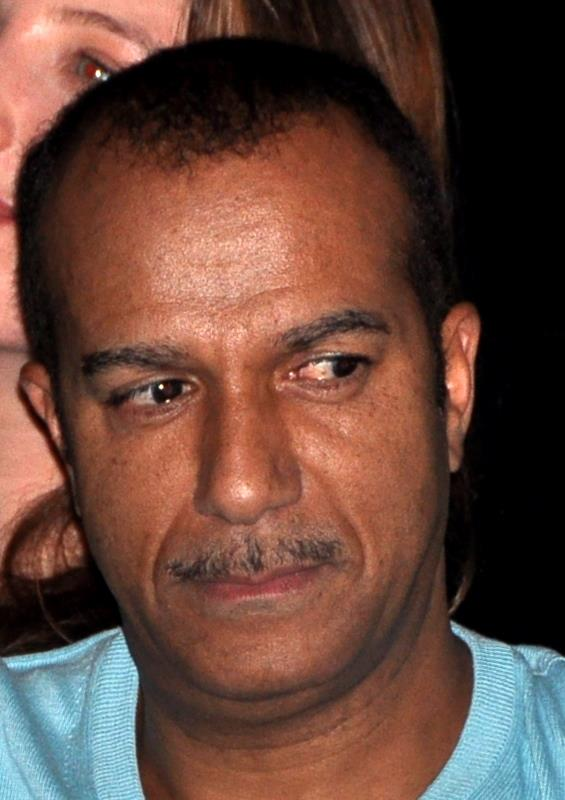
Pascal Légitimus (2012)

Pascal Légitimus (* 13. März 1959 in Paris, Frankreich) ist ein französischer Schauspieler, Filmregisseur und Komiker.

## Biografie
Pascal Légitimus ist der Sohn des französischen Schauspielers Théo Légitimus und der aus Armenien stammenden Schneiderin Madeleine Kambourian. Außerdem ist er der Enkel der französischen Schauspielerin Darling Légitimus (1907–1999) und Ur-Enkel des Abgeordneten Hégésippe Jean Légitimus. Sein Großvater Étienne Légitimus war Mitgründer des "Mouvement contre le racisme et pour l'amitié entre les peuples" (MRAP) und der LICRA. Sein Onkel ist der Fernsehproduzent Gésip Légitimus (1930–2000). Da seine Geschwister und viele Verwandte von ihm im Showbusiness arbeiten, begann er schon früh, sich für die Schauspielerei zu interessieren. So spielte er bereits in den 1970er Jahren mit einigen Freunden Improvisationstheater. Nachdem er 1982 in der französischen Fernsehserie Le petit théâtre de Bouvard mitspielte, debütierte er 1984 in der von Gérard Jugnot inszenierten Komödie Pinot, Gendarm und Herzensbrecher an der Seite von Jugnot, Jean-Claude Brialy und Fanny Bastien auf der Leinwand. Für seine Darstellung des Denis in Serge Meynards Komödie Die Beduinen von Paris wurde Légitimus bei der Verleihung des französischen Filmpreises César 1988 als Bester Nachwuchsdarsteller nominiert.
Gemeinsam mit Didier Bourdon und Bernard Campan ist er Mitglied beim Komikertrio Les Inconnus.

## Filmografie (Auswahl)
- 1982: Le petit théâtre de Bouvard (Fernsehserie, unbekannte Anzahl an Folgen)
- 1984: Pinot, Gendarm und Herzensbrecher (Pinot simple flic)
- 1985: Zweifelhafte Karriere (Le 4ème pouvoir)
- 1987: Die Beduinen von Paris (L’œil au beurre noir)
- 1991: Super! Meine Eltern lassen sich scheiden! (Génial, mes parents divorcent!)
- 1994: Neun Monate (Neuf mois)
- 1995: Alles kein Problem (Les trois frères)
- 2000: Onkel Paul (Oncle Paul)
- 2003: Les clefs de bagnole
- 2003: Blutiges Erbe (Le pharmacien de garde)
- 2003: Die Amateure (Les amateurs)
- 2005: Saint-Jacques… La Mecque
- 2007: Kid Power – Die Nervensägen! (Demandez la permission aux enfants)
- 2009: Bancs publics (Versailles rive droite)
- 2012: Ziemlich dickste Freundinnen (Mince alors!)
- 2015: Kommissar Caïn (Caïn, Fernsehserie, 1 Folge)
- 2023: Sterne zum Dessert (À la belle étoile)

## Auszeichnung (Auswahl)
- César 1988: Nominierung als Bester Nachwuchsdarsteller für Die Beduinen von Paris